# Chrysomela populi

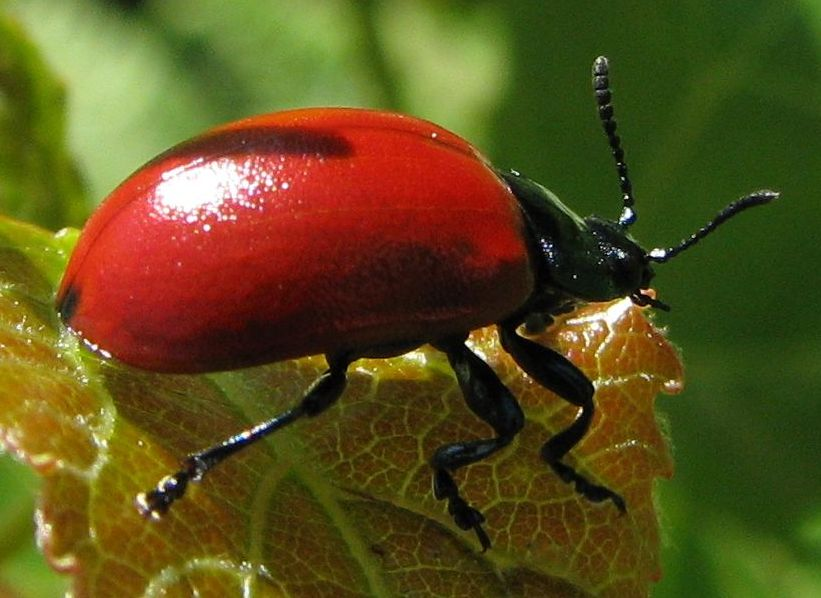
Uma pequena mancha preta na parte de trás

Chrysomela populi é uma espécie de artrópode pertencente à família Chrysomelidae.